# Krabi (rivière)
Pour les articles homonymes, voir Krabi (homonymie).
La Krabi (en thaï : แม่น้ํากระบี่, en RTGS : Maenam Krabi, prononcer [mɛ̂ː.náːm krā.bìː]) est une rivière du sud de la Thaïlande. 

## Présentation
La rivière Krabi est longue de 5 kilomètres, car c’est le canal principal dans un estuaire plus large de la mer d'Andaman. Les deux autres canaux principaux sont la rivière Yuan au sud et la Chi Lat à l’ouest. Le tronçon supérieur de 31 km de la rivière est nommé Khlong Krabi Yai. Il prend sa source dans la montagne Khao Phanom Bencha.

## Aménagements et écologie
L’estuaire de la rivière Krabi est inscrit comme zone humide Ramsar numéro 1100 depuis le 5 juillet 2001. La zone protégée de 213 km2 couvre plus de 100 km2 de forêts de mangroves et 12 km2 de vasières à marée jusqu’à 2 km de large. La région est populaire auprès des ornithologues qui viennent y apercevoir certaines des espèces les plus diverses et les plus rares au monde : le grébifoulque d'Asie et le martin-chasseur à ailes brunes pour n’en nommer que quelques-uns.
La ville de Krabi est réputée pour son tourisme. Elle est située le long de la côte de la mer d’Andaman. Cette ville a donné son nom à la rivière Krabi.